# مسجد ملا شفیع
مسجد ملا شفیع مربوط به اواخر دوره قاجار -اوایل دوره پهلوی است و در میبد، محله مهرجرد واقع شده و این اثر در تاریخ ۱۰ خرداد ۱۳۸۲ با شمارهٔ ثبت ۹۱۱۷ به‌عنوان یکی از آثار ملی ایران به ثبت رسیده است.